# Heiligkeit (Anrede)
Heiligkeit (lat. Sanctitas) ist eine Form der Anrede für den höchsten religiösen Würdenträger verschiedener Konfessionen oder Religionen. Vorwiegend wird sie für das Oberhaupt der römisch-katholischen Kirche, den Papst, und einige Patriarchen der orthodoxen Kirchen verwendet. Der Ökumenische Patriarch von Konstantinopel wird mit Allheiligkeit angeredet, der Patriarch von Moskau und ganz Russland mit Hochheiligkeit. Außerhalb des Christentums wird der Dalai Lama mit Eure Heiligkeit angesprochen.